# ISO 3166-2:NZ
ISO 3166-2:NZ — стандарт Международной организации по стандартизации, который определяет геокоды. Является подмножеством стандарта ISO 3166-2, относящимся к Новой Зеландии. Стандарт охватывает 1 специальный автономный архипелаг Чатем, 2 острова, 12 регионов и 4 унитарных регионов Новой Зеландии. Специальный автономный регион Чатем  как административная единица не входит в состав какого-либо острова. Каждый геокод состоит из двух частей: кода Alpha2 по стандарту ISO 3166-1 для Новой Зеландии — NZ и дополнительного кода, записанных через дефис. Дополнительный, однобуквенный геокод островов образован аббревиатурой названия острова, дополнительный трёхбуквенный код регионов и унитарных регионов образован созвучно: названию, аббревиатуре названия региона. Геокоды островов и регионов Новой Зеландии являются подмножеством кодов домена верхнего уровня — NZ, присвоенного Новой Зеландии в соответствии со стандартами ISO 3166-1.

## Геокоды Новой Зеландии первого уровня
Геокоды 2 островов административно-территориального деления Новой Зеландии.
| Геокод | Административная единица | Статус |
| ------ | ------------------------ | ------ |
| NZ-N   | Северный остров          | остров |
| NZ-S   | Южный остров             | остров |

## Геокоды Новой Зеландии второго уровня
Геокоды 17 регионов административно-территориального деления Новой Зеландии.
| Геокод | Административная единица | Статус                           | В составе |
| ------ | ------------------------ | -------------------------------- | --------- |
| NZ-CIT | Архипелаг Чатем          | специальный автономный архипелаг | —         |
| NZ-AUK | Окленд                   | регион                           | NZ-N      |
| NZ-WGN | Веллингтон               | регион                           | NZ-N      |
| NZ-BOP | Бей-оф-Пленти            | регион                           | NZ-N      |
| NZ-WKO | Уаикато                  | регион                           | NZ-N      |
| NZ-HKB | Хокс-Бей                 | регион                           | NZ-N      |
| NZ-TKI | Таранаки                 | регион                           | NZ-N      |
| NZ-GIS | Гисборн                  | унитарный регион                 | NZ-N      |
| NZ-MWT | Манавату-Уангануи        | регион                           | NZ-N      |
| NZ-NTL | Нортленд                 | регион                           | NZ-N      |
| NZ-WTC | Уэст-Кост                | регион                           | NZ-C      |
| NZ-STL | Саутленд                 | регион                           | NZ-C      |
| NZ-MBH | Марлборо                 | унитарный регион                 | NZ-C      |
| NZ-NSN | Нельсон                  | унитарный регион                 | NZ-C      |
| NZ-OTA | Отаго                    | регион                           | NZ-C      |
| NZ-CAN | Кентербери               | регион                           | NZ-C      |
| NZ-TAS | Тасман                   | унитарный регион                 | NZ-C      |

## Геокоды пограничных Новой Зеландии государств
- Австралия — ISO 3166-2:AU (на западе),
- Новая Каледония — ISO 3166-2:NC (на севере),
- Тонга — ISO 3166-2:TO (на севере),
- Фиджи — ISO 3166-2:FJ (на севере).